# Thelepus hamatus
Thelepus hamatus är en ringmaskart som beskrevs av Moore 1905. Thelepus hamatus ingår i släktet Thelepus och familjen Terebellidae. Inga underarter finns listade i Catalogue of Life.